# Onitis aeneomicans
Onitis aeneomicans là một loài bọ cánh cứng trong họ Bọ hung (Scarabaeidae).